# 211 Isolda
211 Isolda este un asteroid din centura principală, descoperit pe 10 decembrie 1879, de Johann Palisa.